# Långnäs grundet
Långnäs grundet är  ett skär i Åland (Finland). De ligger i Skärgårdshavet och i kommunen Sund i landskapet Åland, i den sydvästra delen av landet. Öarna ligger omkring 29 kilometer nordöst om Mariehamn och omkring 260 kilometer väster om Helsingfors.
Arean för den av öarna koordinaterna pekar på är 1,2 hektar och dess största längd är 230 meter i nord-sydlig riktning. Trakten är glest befolkad. Närmaste större samhälle är Finström, 19,1 km väster om Långnäs grundet.